# باول بالمر
باول بالمر (5 يناير 1992 بجامايكا - )  (بالإنجليزية: Paul Palmer)‏ هو لاعب كريكت جامايكي. شارك مع منتخب جامايكا الوطني للكريكت. أما مع النوادي، فقد لعب مع Combined Campuses and Colleges cricket team ‏.

## وصلات خارجية
- باول بالمر على موقع إي آس بي آن كريك إنفو (الإنجليزية)